# Ctenanthe burle-marxii
Ctenanthe burle-marxii är en strimbladsväxtart som beskrevs av H.A.Kenn. Ctenanthe burle-marxii ingår i släktet Ctenanthe och familjen strimbladsväxter.
Den är namngiven efter den brasilianska landskapsarkitekten Roberto Burle Marx.
Inga underarter finns listade.

## Bildgalleri

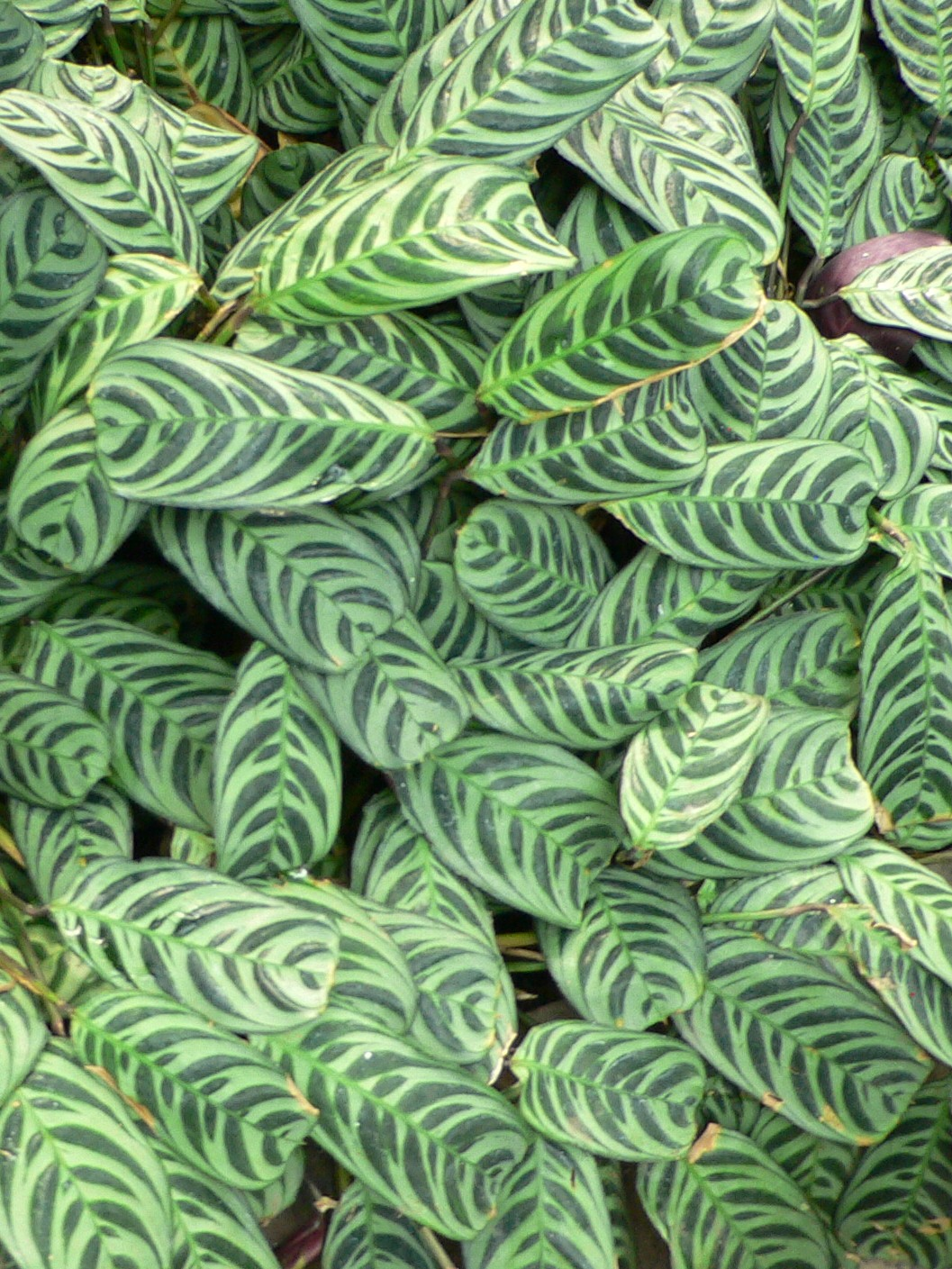
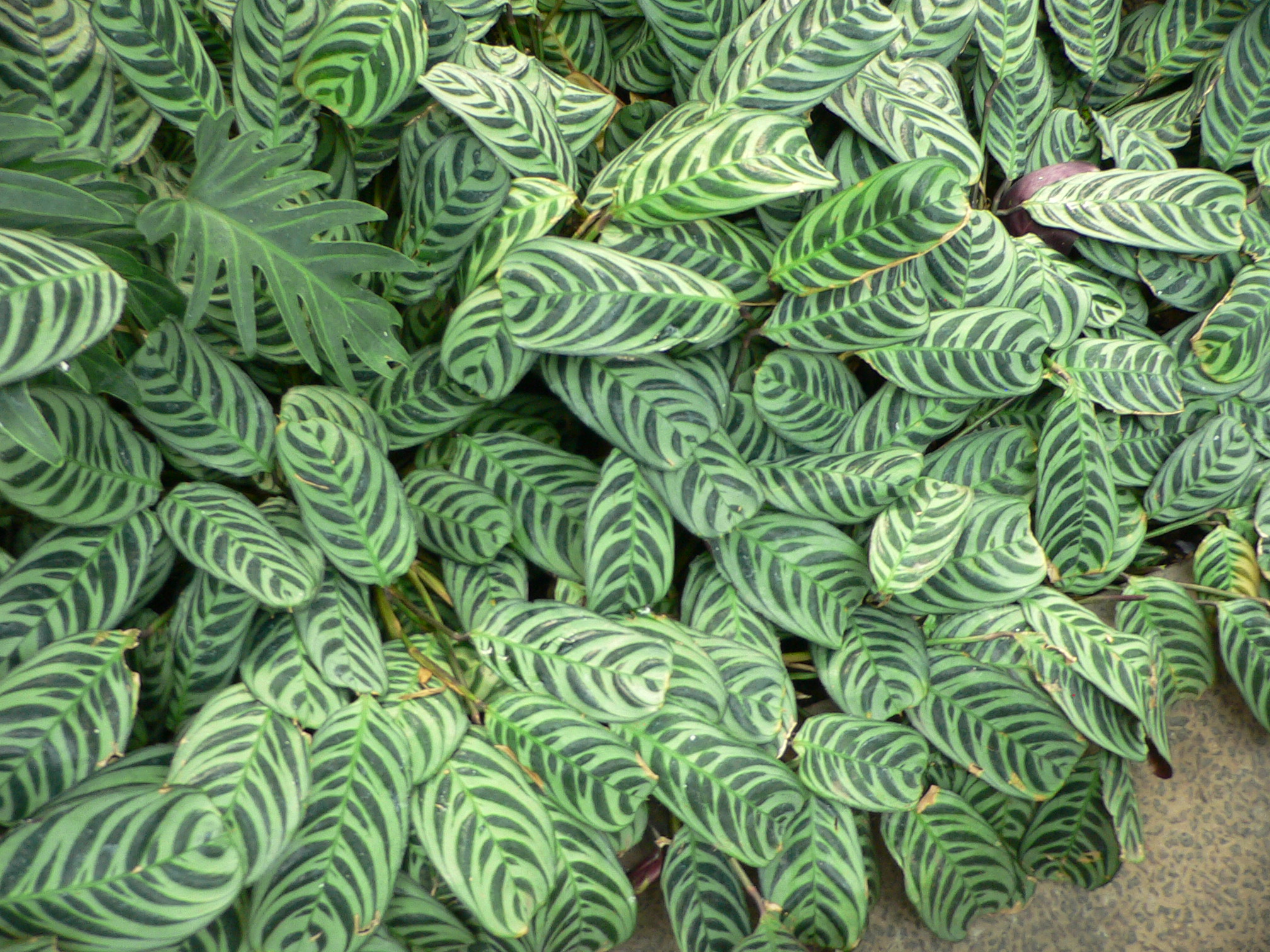
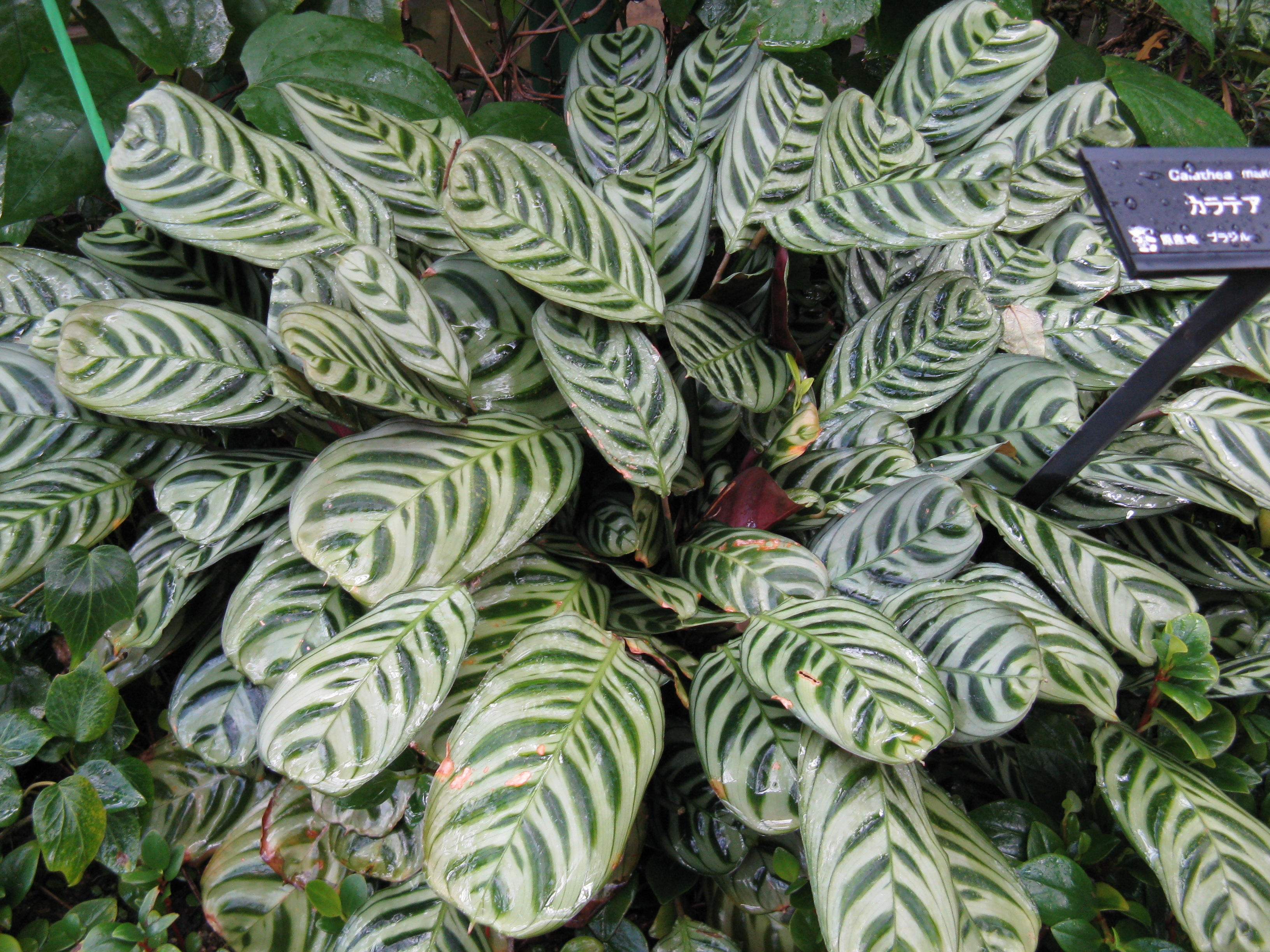
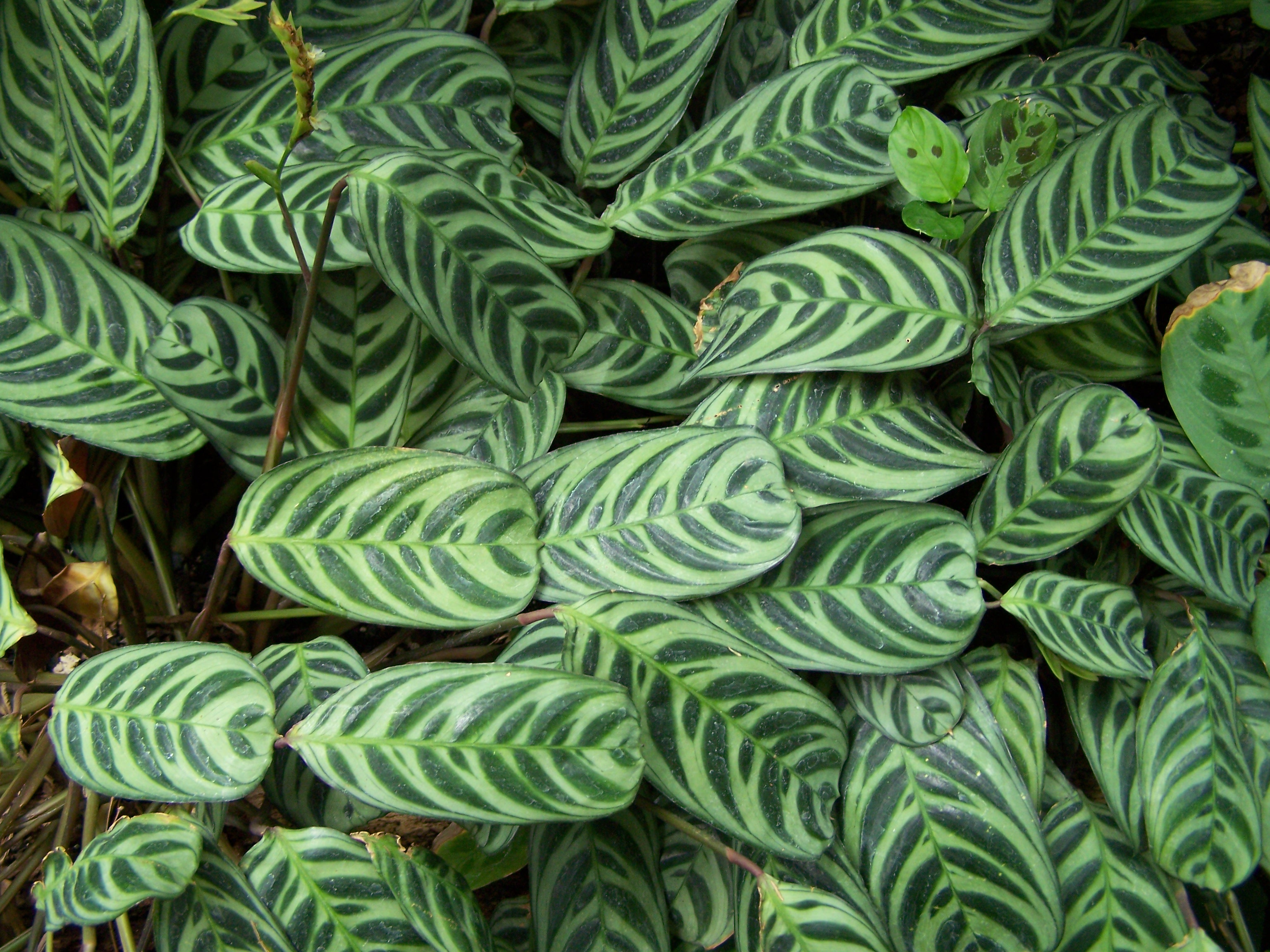